# Lagarfljót
De rivier Lagarfljót, ook wel Lögurinn genoemd, ligt in het oosten van IJsland en reikt van zijn oorsprong in het Fljótsdalur tot aan Egilsstaðir. De rivier is zo breed (tot 2,5 kilometer) dat men beter over een meer kan spreken. Het totale wateroppervlak van de Lagarfljót bedraagt 53 km², het is minstens 30 kilometer lang en op het diepste punt 112 meter diep. De waterafvoer van het meer loopt via de gelijknamige rivier naar de baai Héraðsflói.
Hallormsstaðarskógur, het grootste bos van IJsland, ligt aan de oostelijke zijde van het meer; aan de overkant valt een van IJslands hoogste watervallen, de Hengifoss naar beneden. Even ten zuiden van Hallormsstaðarskógur ligt Hrafnkelsstaður, een boerderij die in de saga van Hrafnkell een rol speelt.
Net zoals in het Schotse Loch Ness zou er een monster in Lagarfljót leven dat door de lokale bevolking Lagarfljótsormurinn wordt genoemd.